# Rafał Pomorski
Rafał Pomorski (ur. 26 grudnia 1921 w Poznaniu – zm. 8 maja 1974 w Katowicach) – artysta malarz, pedagog. Studiował w Instytucie Sztuk Plastycznych w Krakowie oraz w Miejskiej Szkole Sztuk Zdobniczych w Warszawie. Jego debiutem artystycznym był udział w krakowskiej wystawie Salonu Wiosennego w 1945 r. Od tego roku związany był też z katowickim Oddziałem ZPAP, jako jeden z jego założycieli. Jako nauczyciel akademicki wykładał w krakowskiej ASP, w jej filii w Katowicach na Wydziale Grafiki. W latach 1941–1974 prowadził tam pracownię malarstwa i był wieloletnim kierownikiem Katedry Kształcenia Ogólnoplastycznego. Przedtem był także nauczycielem w Państwowym Liceum Sztuk Plastycznych.
Początkowo zainteresowany był malarstwem abstrakcyjnym i doświadczeniami Marii Jaremy, później zafascynowany malarstwem Paula Cézannea skierował swoje zainteresowania na pejzaż. Własnego sposobu widzenia poszukiwał w motywach przemysłowych pejzaży Śląska.

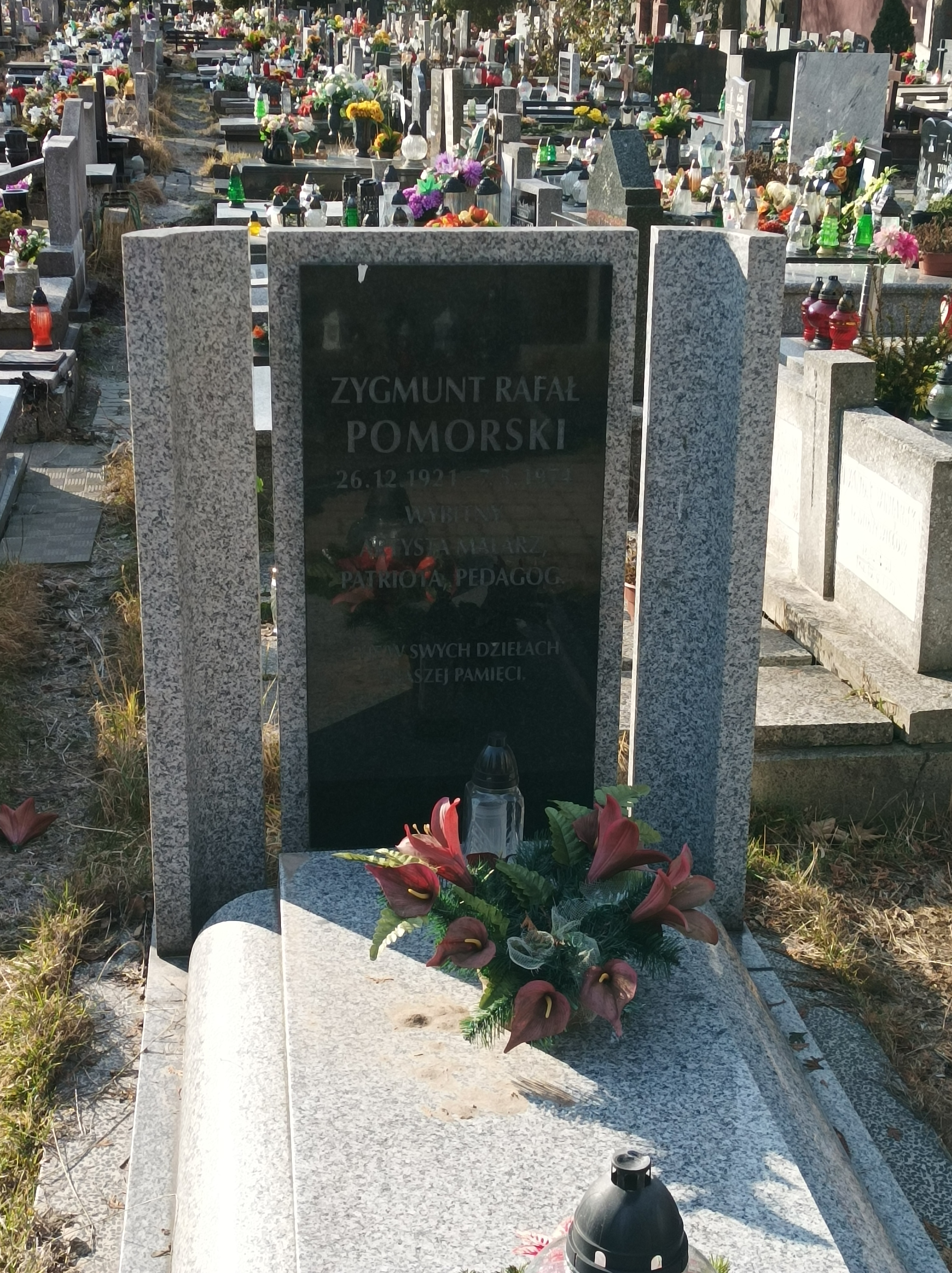
Grób Rafała Pomorskiego na cmentarzu przy ul. Sienkiewicza w Katowicach

W 1953 roku otrzymał nagrodę państwową III. stopnia.